# 伊我理神社
伊我理神社（いがりじんじゃ）は、伊勢神宮豊受大神宮（外宮）の末社。外宮の宮域林に鎮座する。
本項目では、伊我理神社と同座している、伊勢神宮豊受大神宮末社の井中神社（いなかじんじゃ）についても記述する。

## 概要
三重県伊勢市豊川町の伊勢神宮外宮宮域内に鎮座するが、境内の参道とは直接つながっておらず、外宮宮域林（神宮林）に沿って進むと社殿が現れる。外宮の末社8社のうち伊我理神社は第1位、井中神社は第3位である。
境内は、昼間でも暗いほどの鬱蒼（うっそう）とした大木に囲まれている。社殿は、写真にあるように玉垣に囲まれている。社殿の傍らには大楠が立つ。賽銭箱は置かれていない。伊我理神社と井中神社の手前には、外宮摂社の度会大国玉比賣神社が鎮座する。

## 祭神
祭神は伊我理神社が伊我利比女命（いがりひめのみこと）、井中神社が井中神（いなかのかみ）。伊我利比女命の名の由来は「猪狩」であり、五穀を食い荒らすイノシシを狩る女神である。こうした神が祀られているのは、昭和の中期まで「豊宮崎の神田」と呼ばれる神田を外宮が所有していたからである。井中神は、神田の井泉の神であるとされる。

## 歴史
創建は未詳。伊勢神宮外宮の末社は『延喜式神名帳』に記載されず当時は国家の祭祀を受けていなかったが、平安時代の初期には度会宮の所管として公認されていた神社であることから、平安時代初期には存在したと考えられる。
社地からは陶器の残欠と縁部が見つかっている。見つかった陶器は、ほとんどが須恵器である。

## 交通
外宮前まで
- JR参宮線・近鉄山田線伊勢市駅南口（JR側）より外宮参道を通って徒歩5分程度。
- 三重交通「伊勢市駅前」バス停より徒歩5分。
- 三重交通「外宮前」バス停よりすぐ。
- 伊勢自動車道伊勢西ICより三重県道32号伊勢磯部線（御木本道路）を北へ約5分。付近に駐車場あり[6]。

外宮前から神社まで
外宮前より宮域林（神宮林）に沿って御木本道路を南下し、豊宮崎文庫跡で左折し直進、苔むす石段を上ると度会大国玉比賣神社の社殿に到達する。更にもう1つの石段を上がると伊我理神社・井中神社が見える。